# هانس-یورگن ریدیگر
هانس-یورگن ریدیگر (به آلمانی: Hans-Jürgen Riediger) بازیکن فوتبال و مهاجم اهل آلمان شرقی بود که از سال ۱۹۷۵ میلادی عضو تیم ملی فوتبال آلمان شرقی بوده‌است. وی در ۴۱ بازی ملی حضور داشته و در بازی‌های ملی‌اش ۶ گل به ثمر رساند. هانس-یورگن ریدیگر آخرین بازی ملی خود را در سال ۱۹۸۲ میلادی انجام داد.